# Parthenope
Parthenope és una pel·lícula dramàtica de 2024 escrita, produïda i dirigida per Paolo Sorrentino. És una coproducció internacional entre Itàlia i França. La pel·lícula és protagonitzada per Celeste Dalla Porta, Stefania Sandrelli, Gary Oldman, Silvio Orlando, Luisa Ranieri, Peppe Lanzetta i Isabella Ferrari. S'ha subtitulat al català.
El film va ser seleccionat per competir per la Palma d'Or al 77è Festival de Canes, on es va projectar per primer cop el 21 de maig de 2024. Es va estrenar a les sales de cinema a Itàlia el 24 d'octubre de 2024. Va rebre crítiques agredolces.

## Argument
El film segueix la vida de Parthenope Di Sangro, una jove nascuda el 1950 a Nàpols, bressol de Paolo Sorrentino, i recorre les diferents etapes de la seva existència entre els anys cinquanta i l'actualitat. La pel·lícula traça el seu creixement emocional, intel·lectual i afectiu en un entorn marcat per la bellesa decadent i vibrant de la ciutat, que actua com a escenari simbòlic i vital.
Des de la seva adolescència, marcada per una forta sensibilitat i un desig de comprensió del món, Parthenope entra en contacte amb personatges que modelen el seu caràcter: escriptors, professors, polítics, artistes i figures marginals. Un dels més destacats és John Cheever, un escriptor nord-americà amb qui estableix una relació d’admiració i amistat, i que representa el contrast cultural amb la seva realitat napolitana. També apareixen figures com Devoto Marotta, un intel·lectual solitari; Greta Cool, una actriu envellida i extravagant; i Flora Malva, confident i figura maternal.
La història no presenta una trama clàssica, sinó una successió de moments, trobades i pèrdues que configuren el retrat íntim d'una dona que resisteix els estereotips i busca una forma d'existència pròpia. L’evolució del personatge es representa a través de dues actrius: Celeste Dalla Porta en la joventut i Stefania Sandrelli en la vellesa, mostrant el pas del temps com un element fonamental del relat. Amb una estètica cuidada, una narrativa lírica i una atmosfera carregada de simbolisme, Parthenope és tant un retrat femení com una elegia a la ciutat de Nàpols i a la recerca de sentit dins la bellesa i la solitud.

## Repartiment
- Celeste Dalla Porta – Parthenope Di Sangro
- Stefania Sandrelli – Parthenope (vella)
- Daniele Rienzo – Raimondo, germà de Parthenope
- Silvia Degrandi – Maggie, mare de Parthenope
- Lorenzo Gleijeses – Sasà, pare de Parthenope
- Dario Aita – Sandrino, enamorat de Parthenope
- Silvio Orlando – Devoto Marotta, professor d'antropologia
- Marlon Joubert – Roberto Criscuolo
- Peppe Lanzetta – Tesorone, bisbe
- Luisa Ranieri – Greta Cool
- Isabella Ferrari – Flora Malva
- Alfonso Santagata – Achille Lauro
- Gary Oldman – John Cheever
- Paolo Mazzarelli – empresari canós
- Nello Mascia – Riccardo Macchia